# Marco Melandri

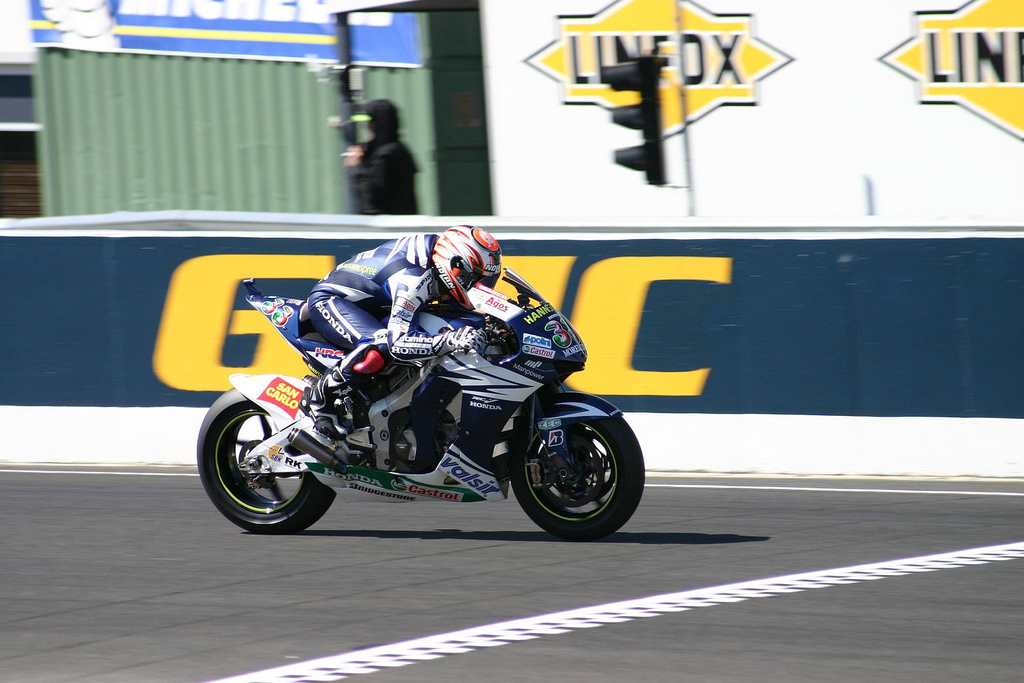
Marco Melandri in Phillip Island, 2007

Marco Melandri (* 7. August 1982 in Ravenna, Emilia-Romagna, Italien) ist ein ehemaliger italienischer Motorradrennfahrer.
2002 wurde er auf Aprilia Weltmeister in der 250-cm³-Klasse der Motorrad-Weltmeisterschaft. Von 2011 bis 2014 sowie von 2017 bis 2020 war er in der FIM-Superbike-Weltmeisterschaft aktiv.

## Karriere

### Motorrad-Weltmeisterschaft
Marco Melandri startete 1997 erstmals in der 125-cm³-Klasse der Motorrad-Weltmeisterschaft und gewann bereits in seiner Debüt-Saison die Dutch TT. In der Saison 2002 gewann Melandri im Alter von 20 Jahren auf Aprilia als der zu diesem Zeitpunkt jüngste Fahrer der Geschichte den Weltmeistertitel in der 250-cm³-Klasse.
Zur Saison 2003 wechselte er in die MotoGP-Klasse zu Yamaha. Im ersten Saisonrennen brach er sich bei einem schweren Unfall ein Bein und fiel für einige Läufe aus. Auch die folgende Saison verlief wenig erfolgreich.
Saison 2005 startete Melandri für das Team des früheren Weltmeisters Fausto Gresini auf Honda. Er konnte die beiden letzten Saisonrennen gewinnen und sicherte sich damit die Vize-Weltmeisterschaft. In der Saison 2006 konnte er im gleichen Team die Grand Prix in der Türkei, in Frankreich und in Australien gewinnen und sich damit den vierten Rang in der Weltmeisterschaft sichern. Auch 2007 trat Marco Melandri für das Gresini-Team in der MotoGP-Klasse an und beendete die Saison mit drei Podestplätzen auf dem fünften Rang.
In der Saison 2008 startete Melandri für das Ducati-Werksteam, in der Saison 2009 ist er für Kawasaki an den Start gegangen, nachdem er sich bereits vor der Sommerpause mit Ducati auf eine vorzeitige Auflösung seines bis Ende 2009 laufenden Zweijahresvertrags geeinigt hatte.
Bei seinen 215 Starts in der Motorrad-WM gelangen Marco Melandri 22 Siege, 62 Podiumsplätze, neun Pole-Positions, sowie 16 Schnellste Rennrunden.

### Superbike-Weltmeisterschaft
Zur Saison 2011 wechselte Marco Melandri zum Yamaha World Superbike Team in die FIM-Superbike-Weltmeisterschaft. Er startete an der Seite des Iren Eugene Laverty und ersetzte Cal Crutchlow, der zum Team Tech 3 in die MotoGP-Klasse gewechselt war. Der Italiener fuhr in 26 Rennen vier Laufsiege und insgesamt 15 Podestplätze ein und wurde hinter Carlos Checa Vize-Weltmeister.
Nachdem Yamaha sein Engagement in der Superbike-WM zum Ende der Saison 2011 aufgab, wechselte Melandri zur Saison 2012 zum BMW-Werksteam, wo er eine Fahrerpaarung mit dem Briten Leon Haslam bildete. Der Italiener gewann sechs Läufe und wurde hinter Max Biaggi (Aprilia) und Tom Sykes (Kawasaki) WM-Dritter. Eine bessere Platzierung verhinderten insgesamt sechs Ausfälle bei 25 Rennen. Nachdem BMW zum Saisonende sein Werksteam schloss und die offizielle Vertretung in der Superbike-WM dem italienischen BMW-Importeur überließ, blieb Melandri 2013 dem Hersteller treu und wechselte in das Team BMW Motorrad GoldBet SBK. Dort pilotierte er an der Seite von Chaz Davies wiederum eine S 1000 RR. Mit WM-Rang vier wurde Melandri erneut bester BMW-Pilot.
Saison 2014 war Marco Melandri Werksfahrer bei Aprilia. Dort ersetzte er seinen ehemaligen Yamaha Teamkollegen Eugene Laverty.
Nach vier Jahren in der Superbike-Weltmeisterschaft sollte Melandri ab der Saison 2015 für das Aprilia-Gresini-Team wieder in der Motorrad-Weltmeisterschaft fahren. Nach nur acht Rennen beendete Aprilia die Zusammenarbeit mit ihm in beiderseitigem Einvernehmen.
Ende Juli 2016 gab das Team Aruba.it Racing-Ducati bekannt, dass Marco Melandri ab 2017 seinen Landsmann Davide Giugliano ersetzen wird. Er fuhr an der Seite von Chaz Davies und wurde mit einem Sieg WM-Vierter.
2018 gewann Melandri die ersten beiden Rennen in Australien, wurde am Saisonende jedoch nur Fünfter.
2019 wechselte der Italiener ins private GRT-Yamaha-Team und wurde mit drei dritten Plätzen WM-Neunter. Er verkündete anschließend sein Karriereende.
Nachdem Leon Camier verletzungsbedingt seinen Vertrag mit dem Barni Racing Team für die Saison 2020 aufhob, sprang Melandri ein und feierte sein Comeback. Bereits nach vier Veranstaltungen und nur zwei Top-10-Plätzen zog er sich erneut aus der Superbike-WM zurück.

## Statistik

### Erfolge
- 1997 – Italienischer 125-cm³-Meister auf Honda
- 1999 – 125-cm³-Vize-Weltmeister auf Honda
- 2002 – 250-cm³-Weltmeister auf Aprilia
- 2005 – MotoGP-Vize-Weltmeister auf Honda
- 2011 – Superbike-Vize-Weltmeister auf Yamaha
- 22 Grand-Prix-Siege

### In der Motorrad-Weltmeisterschaft
| Saison | Klasse  | Motorrad | Rennen | Siege | Podien | Poles | Punkte | Ergebnis    |
| ------ | ------- | -------- | ------ | ----- | ------ | ----- | ------ | ----------- |
| 1997   | 125 cm³ | Honda    | 1      | –     | –      | –     | –      | –           |
| 1998   | 125 cm³ | Honda    | 14     | 2     | 8      | 3     | 202    | 3.          |
| 1999   | 125 cm³ | Honda    | 14     | 5     | 9      | 3     | 226    | 2.          |
| 2000   | 250 cm³ | Aprilia  | 16     | –     | 4      | 1     | 159    | 5.          |
| 2001   | 250 cm³ | Aprilia  | 15     | 1     | 9      | –     | 194    | 3.          |
| 2002   | 250 cm³ | Aprilia  | 16     | 9     | 12     | 2     | 298    | Weltmeister |
| 2003   | MotoGP  | Yamaha   | 13     | –     | –      | –     | 45     | 15.         |
| 2004   | MotoGP  | Yamaha   | 15     | –     | 2      | –     | 75     | 12.         |
| 2005   | MotoGP  | Honda    | 17     | 2     | 7      | –     | 220    | 2.          |
| 2006   | MotoGP  | Honda    | 17     | 3     | 7      | –     | 228    | 4.          |
| 2007   | MotoGP  | Honda    | 17     | –     | 3      | –     | 187    | 5.          |
| 2008   | MotoGP  | Ducati   | 18     | –     | –      | –     | 51     | 17.         |
| 2009   | MotoGP  | Kawasaki | 17     | –     | 1      | –     | 108    | 10.         |
| 2010   | MotoGP  | Honda    | 17     | –     | –      | –     | 103    | 10.         |
| 2015   | MotoGP  | Aprilia  | 8      | –     | –      | –     | –      | –           |
| Gesamt | Gesamt  | Gesamt   | 215    | 22    | 62     | 9     | 2096   |             |

#### Grand-Prix-Siege
| Saison | Klasse  | Siege |
| ------ | ------- | --- |
| 1998   | 125 cm³ | Niederlande Tschechien                                                                                     |
| 1999   | 125 cm³ | Deutschland Tschechien San Marino Australien Argentinien                                                   |
| 2001   | 250 cm³ | Deutschland                                                                                                |
| 2002   | 250 cm³ | Sudafrika Italien Katalonien Niederlande Vereinigtes Konigreich Deutschland Tschechien Australien Valencia |
| 2005   | MotoGP  | Turkei Valencia                                                                                            |
| 2006   | MotoGP  | Turkei Frankreich Australien                                                                               |

### In der Superbike-Weltmeisterschaft
| Saison | Team                        | Motorrad             | Rennen | Siege | Zweiter | Dritter | Poles | Schn. Runden | Punkte | Ergebnis |
| ------ | --------------------------- | -------------------- | ------ | ----- | ------- | ------- | ----- | ------------ | ------ | -------- |
| 2011   | Yamaha World Superbike Team | Yamaha YZF-R1        | 26     | 4     | 7       | 4       | 1     | 3            | 395    | 2.       |
| 2012   | BMW Motorrad Motorsport     | BMW S 1000 RR        | 25     | 6     | 5       | –       | –     | 4            | 328,5  | 3.       |
| 2013   | BMW Motorrad GoldBet SBK    | BMW S 1000 RR        | 27     | 3     | 5       | 4       | –     | 2            | 359    | 4.       |
| 2014   | Aprilia Racing Team         | Aprilia RSV4 Factory | 24     | 6     | 2       | 3       | –     | 3            | 333    | 4.       |
| 2017   | Aruba.it Racing – Ducati    | Ducati Panigale R    | 26     | 1     | 3       | 9       | 1     | 4            | 327    | 4.       |
| 2018   | Aruba.it Racing – Ducati    | Ducati Panigale R    | 25     | 2     | 3       | 5       | 2     | 5            | 297    | 5.       |
| 2019   | GRT Yamaha WorldSBK         | Yamaha YZF-R1        | 36     | –     | –       | 3       | –     | –            | 177    | 9.       |
| 2020   | Barni Racing Team           | Ducati Panigale V4R  | 12     | –     | –       | –       | –     | –            | 23     | 17.      |
| Gesamt | Gesamt                      | Gesamt               | 201    | 22    | 25      | 28      | 4     | 21           | 2239,5 |          |

## Verweise